# Garby (Środa Wielkopolska)
Pour les articles homonymes, voir Garby.
Garby (prononciation : [ˈɡarbɨ]) est un village polonais de la gmina de Krzykosy dans le powiat de Środa Wielkopolska de la voïvodie de Grande-Pologne dans le centre-ouest de la Pologne.
Il se situe à environ 8 kilomètres au nord-ouest de Krzykosy (siège de la gmina), à 8 kilomètres au sud de Środa Wielkopolska (siège du powiat) et à 37 kilomètres au sud-est de Poznań (capitale régionale).

## Histoire
De 1975 à 1998, le village faisait partie du territoire de la voïvodie de Poznań.

Depuis 1999, Garby est situé dans la voïvodie de Grande-Pologne.